# Laufeia aenea
Laufeia aenea là một loài nhện trong họ Salticidae.
Loài này thuộc chi Laufeia. Laufeia aenea được Eugène Simon miêu tả năm 1889.